# Adam Larfi
Adam Larfi surnommé Adam Noi, né le 27 mai 1999 à Saint-Denis, France est un combattant en kick boxing et muay thai franco-algérien,, qui a signé pour le ONE Championship,. Adam est aussi un ancien vainqueur du IFMA Muay Thai Word Champion en 2016 et 2019,,,.

## Biographie
Adam a commencé à pratiquer dès l'âge de 10 ans. Il a débuté par le karaté et le judo avant de se tourner vers le Muay Thai. Ensuite, il quitta l'école à 14 ans, partit en Thaïlande pour apprendre le Muay Thai. Il a combattu dans les plus grands stades thaïlandais comme Lumpinee et Rajadamnern,,. Adam possède deux titres de champion du monde et un titre de champion d'Europe IFMA en plus d'être un athlète rigoureux du ONE championship,.
Adam a aussi été classé à la WBC ( World Boxing Council Muaythai). Il a programmé de combattre face à "Prince Junior" le 7 novembre 2020 pour la catégorie super poids léger du WMC ( World Muaythai Council) championnat du monde, mais le combat fut repoussé en raison de la pandémie liée au Covid-19.,

## Palmarès

### IFMA championnat du monde de Muaythai
- Médaille d'or, première  place (-63.5 kg), Jönköping en 2016
- Médaille d'or, première place (-67 kg), Bangkok en 2019